# Critical Beatdown
Critical Beatdown – debiutancki album studyjny amerykańskiej grupy hip-hopowej Ultramagnetic MCs

## Lista utworów
"Watch Me Now"	
1. Ced-Gee – 4:49
2. "Ease Back" – 3:24
3. "Ego Trippin'" (MC's Ultra Remix) – 2:32
4. "Moe Luv's Theme" – 2:20
5. "Kool Keith Housing Things" – 3:16
6. "Travelling at the Speed of Thought" (Remix) – 1:52
7. "Feelin' It" – 3:32
8. "One Minute Less" – 1:58
9. "Ain't It Good to You" – 3:33
10. "Funky" (Remix) – 3:42
11. "Give the Drummer Some" – 3:43
12. "Break North" – 3:24
13. "Critical Beatdown" – 3:43
14. "When I Burn" – 2:33
15. "Ced-Gee (Delta Force One)" – 2:47